# Igor Sasankow
Igor Sasankow, auch Igor Sazankov, (russisch Игорь Сазанков; * 3. Januar 1963 in der Sowjetunion; † September 2020 in Leoben, Österreich) war ein russischer Handballspieler.

## Karriere
Igor Sasankow spielte für den sowjetischen Spitzenklub ZSKA Moskau, mit dem er neben der sowjetischen Meisterschaft 1987 auch den Europapokal der Pokalsieger 1986/87 und den Europapokal der Landesmeister 1987/88 gewann. Nach dem Gewinn des ungarischen Pokals 1991 wechselte der Rückraumspieler vom Bramac Veszprém zum deutschen Bundesligisten TSV Milbertshofen, mit dem er im Europapokal der Pokalsieger 1991/92 in den Finalspielen an eben diesem scheiterte. Nach einer Saison schloss er sich dem Zweitligisten CSG Erlangen an, mit dem er im DHB-Pokal 1992/93 in der dritten Runde den Bundesligisten TBV Lemgo mit 16:15 besiegte und im Achtelfinale in letzter Sekunde per Siebenmeter mit 24:25 am Bundesligisten VfL Hameln scheiterte. Mit dem österreichischen Verein HC Bruck wurde er 1997 und 1998 österreichischer Meister. Mit Bruck nahm er am Europapokal der Pokalsieger 1995/96, an der EHF Champions League 1997/98 und der EHF Champions League 1998/99 teil.
Bei allen Vereinen wurde er zumindest vorübergehend von Waleri Melnik trainiert.
Sasankow stand mehrfach im Aufgebot der sowjetischen Nationalmannschaft.
Igor Sasankow starb Anfang September 2020 in Leoben.